# Villa de Vallecas
Villa de Vallecas – jest jednym z 21 dystryktów wchodzących w skład Madrytu, leży w południowej części miasta, bezpośrednio granicząc z gminami Getafe i Rivas-Vaciamadrid. Na terenie dzielnicy znajduje się rynek handlowy Mercamadrid, jeden z największych bazarów na świecie.

## Podział administracyjny
Villa de Vallecas dzieli się administracyjnie na 2 dzielnice:
- Casco Histórico de Vallecas
- Santa Eugenia